# Ton Menken-ijshallen

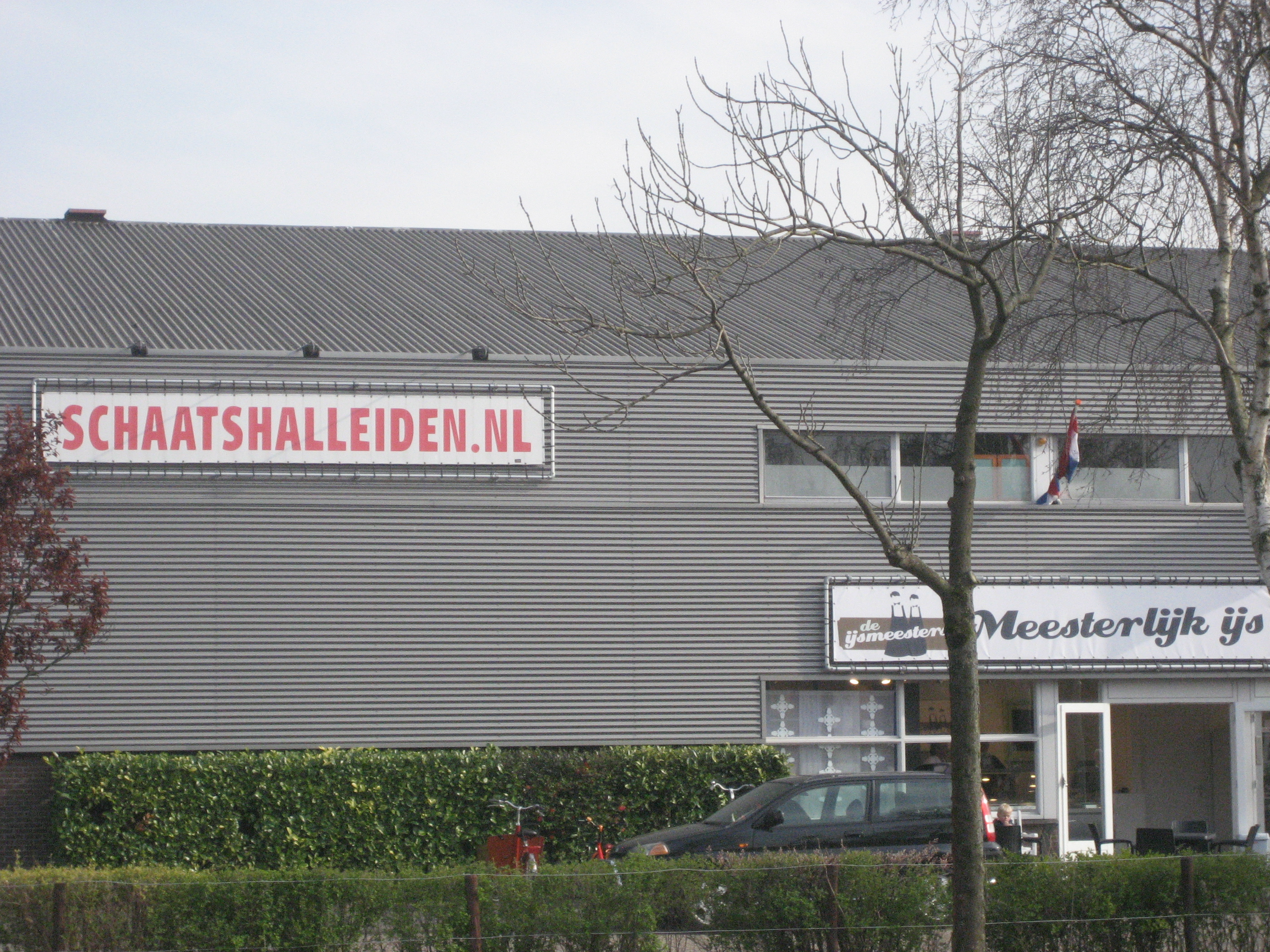
Schaatshal Leiden, de laatste 'echte' Ton Menken-ijshal die nog in gebruik was.

De Ton Menken-ijshallen waren een viertal ijshallen die midden jaren zeventig in Nederland verrezen, in Leiden, Dordrecht, Rotterdam en Enschede. De eerste werd in 1976 in Leiden gebouwd, waar de eerste paal op zaterdag 15 mei geslagen werd door Piet Kleine. Hierna volgden de ijshallen in Dordrecht, Rotterdam en Enschede. Initiatiefnemer en naamgever was de Leidse ondernemer Ton Menken, die afkomstig was uit de ondernemersfamilie Menken en ook enige tijd directielid was geweest van het gelijknamige zuivelbedrijf, ooit het grootste particuliere zuivelbedrijf van Nederland.
De Menkenbanen bestonden uit een middengedeelte van 30 x 60 meter waarop vrij kon worden geschaatst en dat ook voor ijshockey geschikt was, en een buitenring van 220 meter voor de schaatsers op noren.
Voor Leeuwarden werd aan eenzelfde concept gedacht. De IJshal Leeuwarden is in opzet vrijwel identiek aan de hal in Enschede, maar de exploitatie kwam onder beheer van een stichting en niet van Menken zelf.
Met het verdwijnen van de Drechtstedenhal in Dordrecht (gesloopt en vervangen door Sportboulevard Dordrecht) was de Schaatshal Leiden de enige nog in bedrijf zijnde Menkenhal. De IJshal Leeuwarden is op 22 maart 2015 dicht gegaan. In de nabijheid is de Elfstedenhal gebouwd.
Op 26 maart 2023 sloot de laatste nog in gebruik zijnde Menkenhal in Leiden definitief de deuren. Deze ijshal is vervangen door de nieuwe IJshal de Vliet op een andere locatie in de stad, die in oktober 2023 in gebruik is genomen.